# CodeIgniter
CodeIgniter — програмний каркас, створений на PHP, для розробки вебсистем та застосунків. Розроблений EllisLab, а також Ріком Еллісом (Rick Ellis) та Полом Бурдіком (Paul Burdick). 6 червня 2013 року EllisLab передав CodeIgniter Технологічному Інституту Британської Колумбії (Канада).

## Можливості
- Підтримка версій PHP4 та PHP5 [3]
- Архітектура модель-вид-контролер MVC[4]
- Підтримка баз даних MySQL, PostgreSQL, MSSQL, SQLite, Oracle.[5]

## Проекти на CodeIgniter
- проекти на CodeIgniter
- CMS на CodeIgniter: MaxSite CMS [Архівовано 16 квітня 2014 у Wayback Machine.], ImageCMS [Архівовано 20 квітня 2014 у Wayback Machine.]
- Блогова CMS на CodeIgniter

## Дивись також
- Kohana
- Скаффолдинг

## Виноски
1. ↑  Release 3.1.13 — 2022.
2. ↑  The codeigniter Open Source Project on Open Hub: Languages Page — 2006.
3. ↑  CodeIgniter in Glance. Архів оригіналу за 1 листопада 2009. Процитовано 1 грудня 2009.
4. ↑  Модель-Відображення-Контролер. Архів оригіналу за 23 березня 2009. Процитовано 1 грудня 2009.
5. ↑  Перелік можливостей. Архів оригіналу за 15 січня 2010. Процитовано 1 грудня 2009.